# Композитные опоры освещения

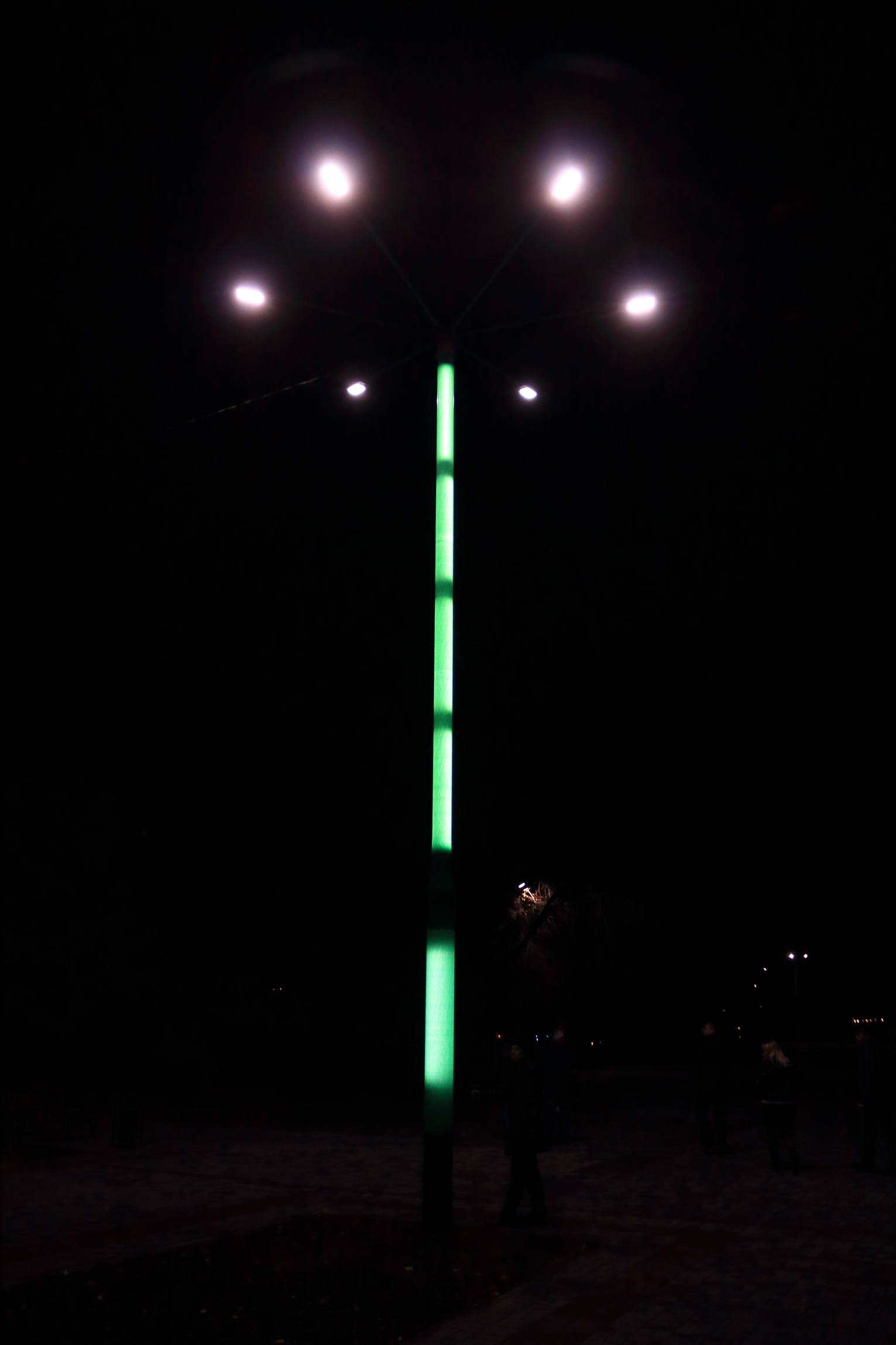
Композитные опоры освещения с внутренним источником света в Бийске

Композитные опоры освещения – цилиндрические или конусообразные полые профили, выполненные из полимерных композиционных материалов и предназначенные для освещения автомагистралей, дорог, улиц и площадей населённых пунктов, остановок общественного транспорта, объектов промышленного и социального назначения. Также возможно применение композитных опор в качестве флагштоков, опор линий электропередачи и оптоволоконной связи.

## Основные отличия композитных опор от традиционных
Композитные опоры освещения – альтернатива, пришедшая на смену железобетонным и оцинкованным опорам. К отличительным особенностям данного типа опор можно отнести:
- эстетичный внешний вид;

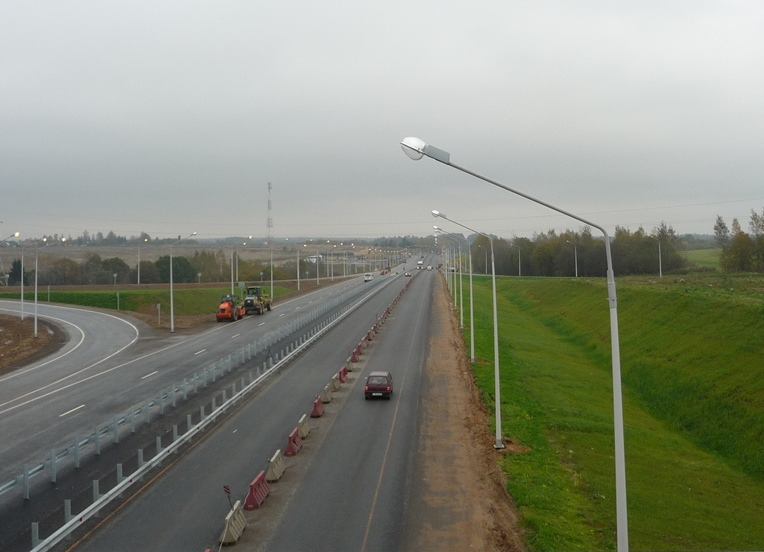
Рис. 2. Композитные опоры на федеральной трассе М1 «Беларусь»

- небольшой вес (оптимальное решение для сложных условий монтажа, устраняется необходимость применения тяжёлой техники);
- высокая пассивная безопасность (в России в данный момент нет действующего стандарта, вводящего понятие  пассивной безопасности опор освещения, но, несмотря на это, все композитные опоры соответствуют Европейскому стандарту пассивной безопасности);
- устойчивость к коррозии, кислым, щелочным и другим агрессивным воздействиям, в том числе и к ультрафиолету (затраты на обслуживание композитных опор минимальны);
- устойчивость к погодным явлениям (сильным ветровым нагрузкам и низким температурам, не  разрушаются из-за высокой  кислотности почвы,  дождевых  осадков и солёного воздуха);
- долговечность (срок эксплуатации композитных опор — не менее 50 лет);
- диэлектрические свойства.

Таблица 1. Сравнение опор, выполненных из различных материалов. 
| Характеристики                    | Гранёная оцинкованная сталь                                       | Композитные                                             | Железобетонные                          |
| --------------------------------- | ----------------------------------------------------------------- | ------------------------------------------------------- | --------------------------------------- |
| Срок эксплуатации                 | около 30 лет                                                      | более 50 лет                                            | около 20 лет                            |
| Опыт эксплуатации                 | есть                                                              | есть                                                    | есть                                    |
| Вес опоры высотой 10 м, кг        | ≈150                                                              | ≈52                                                     | ≈820                                    |
| Поведение при низких температурах | Подвержены температурному воздействию                             | Воздействию не подвержены или становятся прочнее на 20% | Подвержены в случае проникновения влаги |
| Поведение во влажных средах       | При нарушении покрытия под воздействием влаги появляется коррозия | Не подвержены влиянию влаги                             | Влиянию влаги подвержены                |

## Обеспечение безопасности на дорогах
Благодаря  применению композитных опор  повышается  уровень  безопасности на дорогах, поскольку композитные изделия в отличие  от  традиционных оцинкованных в случае ДТП разрушаются, поглощая силу удара. В результате механическому повреждению подвергается опора,  а не автомобиль с водителем и пассажирами.

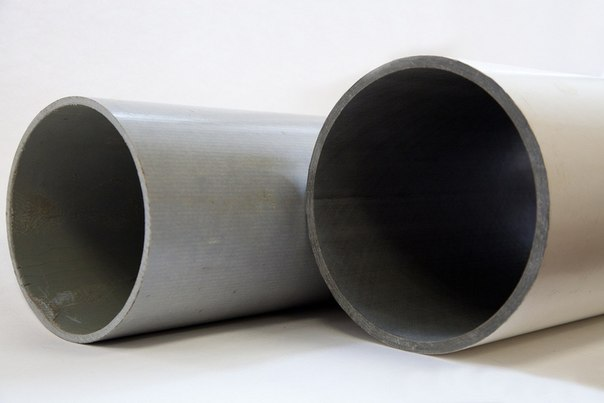
Рис. 3. Композитные опоры, изготовленные методом центробежного литья

## Технологии изготовления композитных опор освещения
Существует два основных метода изготовления композитных опор: метод центробежного литья (центрифугирования) и метод намотки. Композитные опоры, производимые методом центробежного литья, имеют более эстетичный внешний вид, но прочность их невысокая. Поэтому чаще всего такие опоры применяют там, где нет подвески проводов. Опоры, полученные методом намотки, существенно прочнее и допускают подвеску проводов, в том числе анкерную и концевую, однако наружная поверхность таких опор неровная.

## Характеристики композитных опор
Таблица 2. Технические характеристики композитных опор
| Показатель          | Единица измерения | Значение*  |
| ------------------- | ----------------- | ---------- |
| Удельная плотность  | кг/дм3            | 1,65       |
| Водопоглощение      | %                 | 0,5        |
| Модуль упругости    | МПа               | 22000±2000 |
| Прочность на разрыв | МПа               | 400±50     |
| Прочность на изгиб  | МПа               | 350±50     |
| Прочность на сжатие | МПа               | 200±50     |
| Ударопрочность      | кДж/м2            | >180       |

*Приведены технические характеристики композитных опор, произведённых методом центрифугирования. При использовании других технологий значения данных показателей могут отличаться.

## Основные области применения
- освещение автомагистралей, дорог и т.д.;
- внутриквартальное освещение;
- линии электропередач и оптоволоконной связи;

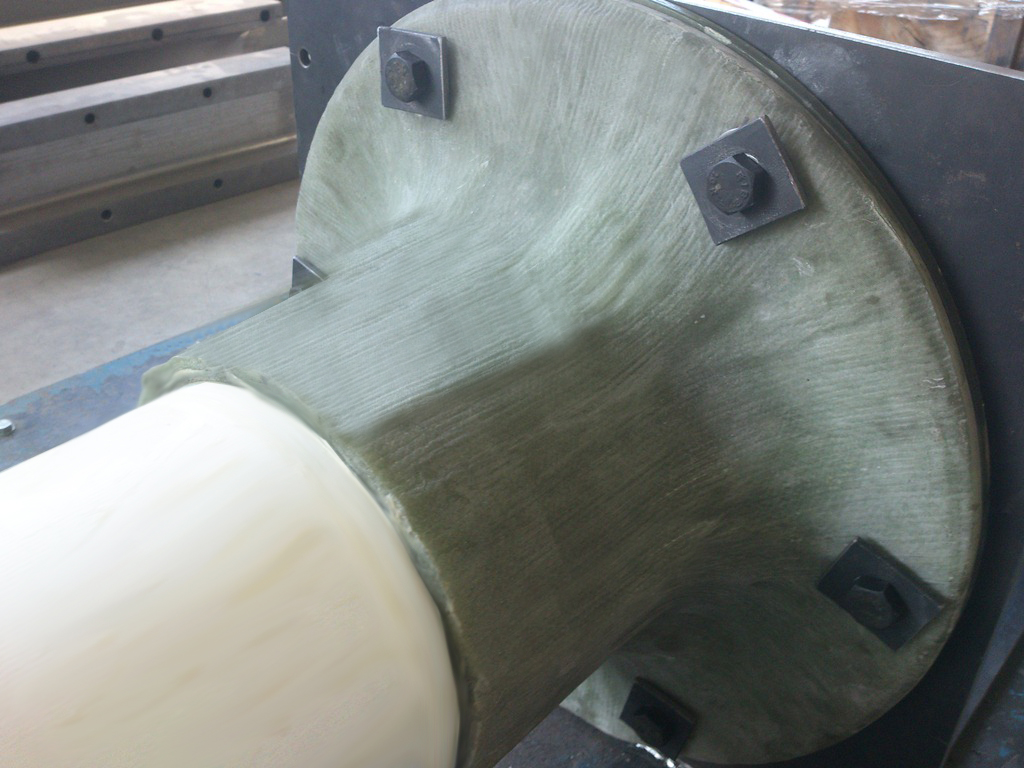
Рис. 4. Фланец опоры, выполненный из композитных материалов

- флагштоки.

## Монтаж композитных опор
Варианты  установки композитных опор:
1. Фундамент для  опоры  фланцевый (фланец может быть композитным или металлическим);
2. Фундамент для  опоры  прямостоечной;
3. Фундамент для  опоры  прямостоечной, стаканный  тип (применяется для облегчённых опор, в том числе композитных).

Подводка питания к композитной опоре  может быть  как воздушная, так и подземная.

## Основные бренды и производители
Из мировых брендов композитных опор освещения наиболее известны Galen-TopGlass, Alumast,  Marathon, PLP, Sumip, Tuff-Pole.